# Albert Deullin
Albert Deullin (Épernay, 24 agosto 1890 – Villacoublay, 29 maggio 1923) è stato un aviatore e militare francese, distintosi come asso dell'aviazione da caccia durante il corso della prima guerra mondiale, con 20 vittorie confermate.

## Biografia

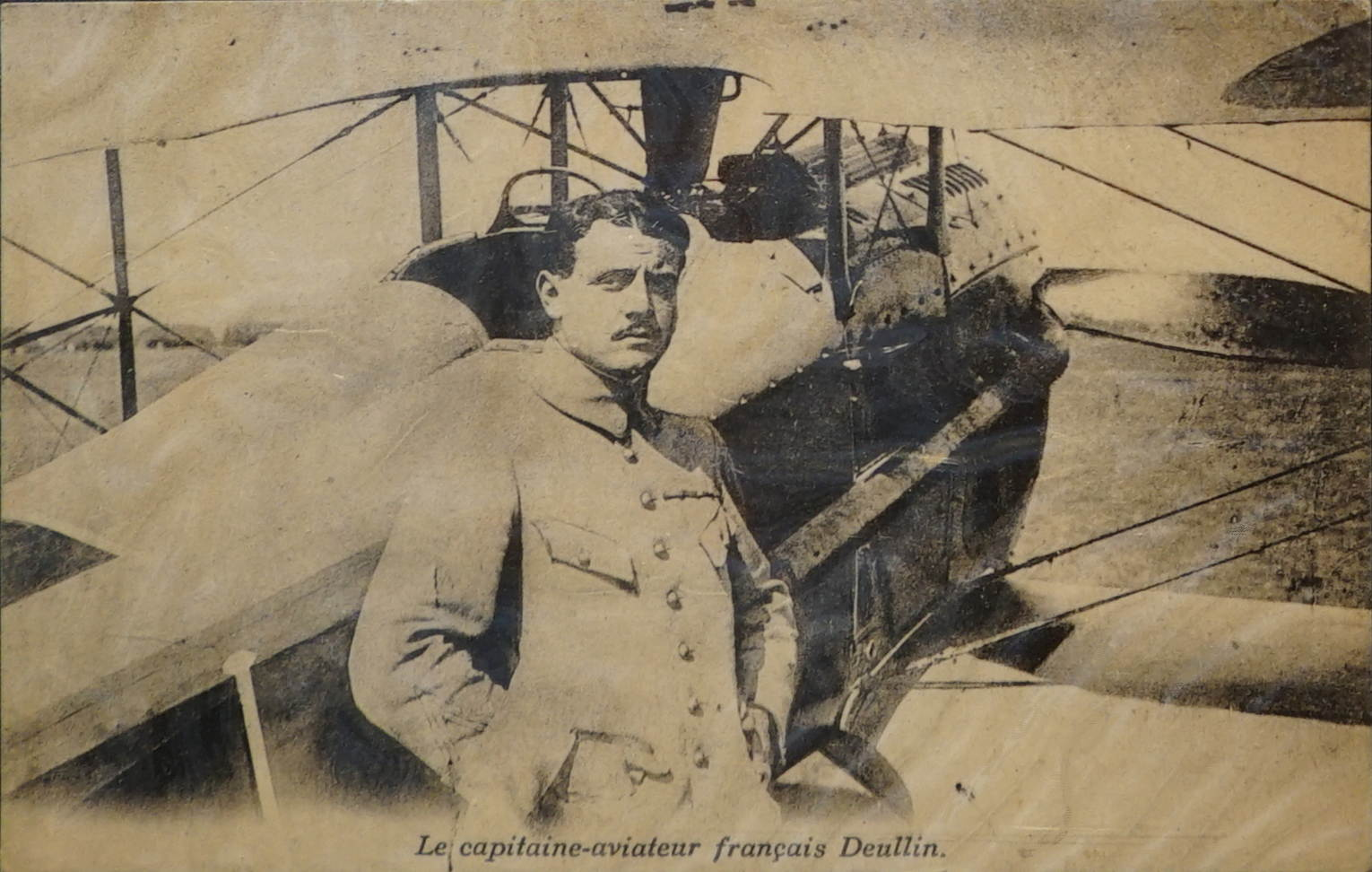
Ritratto di Albert Deullin.

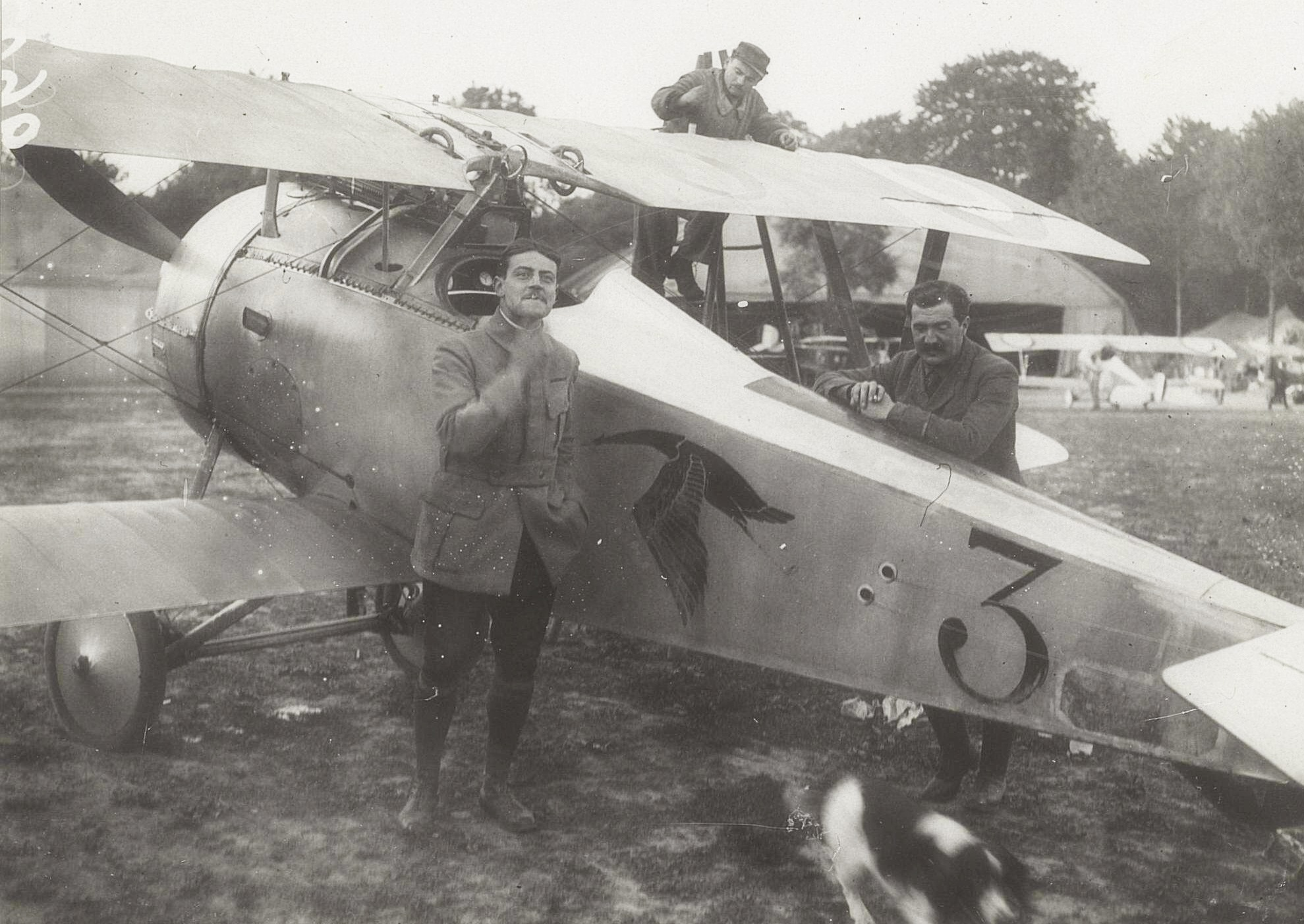
Nieuport 23 con Albert Deullin della Escadrille N3 (sinistra) con il collega di reparto Paul Tarascon. 30 settembre 1916 a Cachy (destra).

Nacque a Épernay, dipartimento nella Marna, il 24 agosto 1890, figlio di Paul e di Marthe Varlet. Si arruolò nell'Armée de terre il 1 ottobre 1910, assegnato 8ème Régiment de Dragons a Lunéville. Nella regione infuriava una rivolta dei viticoltori e in assenza del CRS erano le truppe che mantenevano l'ordine pubblico e proteggevano i commercianti locali. I disordini si placarono nel febbraio 1911, ed egli fu promosso dapprima brigadiere e poi di quartiermastro, ma lasciò la carriera militare il 1º ottobre 1912, ritornando dai suoi genitori.
Trovò lavoro nel commercio dei vini della Champagne nel 1914.
Mobilitato il 1 agosto 1914 presso l'8ème Régiment de Dragons a Lunéville, combatté in Lorena e quindi venne promosso sottotenente in servizio permanente effettivo presso il 31ème Régiment de Dragons il 23 agosto successivo. Partecipò alla prima battaglia della Marna, e dopo l'inizio della guerra di trincea, richiese il passaggio in aviazione. Ottenne il brevetto di pilota militare n° 988 presso l'École d'aviation militaire di Chartres, il 26 maggio 1915 e quello dell'Aéro-Club de France n° 2078 su Maurice Farman, il 14 giugno successivo.  Fu assegnato come pilota alla Escadrille MF 62, equipaggiata con i biposto Maurice Farman, dal 1 luglio al 16 gennaio 1916. Trasferito alla Ecadrille MS 3/N 3, dotata dei caccia Nieuport 16, vi rimase sino al 22 febbraio 1917. Conseguì la sua prima vittoria aerea, volando su Nieuport 11, il 10 febbraio 1916, nel corso di una missione di ricognizione dove abbatté un Fokker E, ottenendo una citazione a l'ordine dell'esercito. Dopo aver abbattuto due velivoli nemici nel marzo 1916, rimase ferito in azione il 2 aprile, venendo messo a riposo per un periodo di 15 giorni. Conseguì la sua quinta vittoria, a spese di un LVG C, il 30 aprile, e venne fatto Cavaliere della Legion d'onore il 4 giugno. Il 22 luglio transitò nella Escadrille N.73 che, quando conseguì la settima vittoria, stava iniziando a ricevere gli SPAD S.VII. Arrivato a 11 vittorie, il 22 febbraio 1917 fu nominato comandante della Escadrille N.73/SPA 73, incarico che mantenne sino al 14 febbraio 1918. Fu insignito della Médaille d'or dell'Aéro-Club de France nel marzo successivo. Il 27 luglio andò in missione come gregario di Georges Guynemer, e mentre Guynemer, che volava su uno SPAD canon abbatté uno degli 8 Albatros, il suo aereo venne colpito al motore e dovette effettuare un atterraggio di emergenza a Hondschoote, a est di Dunkerque. Il giorno dopo rimase ferito in combattimento, venendo colpito alla schiena da due pallottole esplosive, e sottoposto ad un intervento chirurgico in ospedale dovette lasciare temporaneamente il comando della Escadrille al tenente Georges Raymond. Venne promosso capitano il 14 ottobre 1917.  Nei quattordici mesi successivi abbatté altri 9 velivoli nemici, conseguendo la sua ventesima, e ultima vittoria, il 19 maggio 1918.  il 7 febbraio 1918, in quella data assunse il comando del Groupe de Chasse 9, e fu insignito del titolo di Ufficiale della Legion d'onore il 23 giugno 1918. Al termine della Grande Guerra aveva conseguito 20 vittorie aeree.  Il 22 giugno 1920 fu assegnato al 3ème Régiment d'aviation. Lasciata la vita militare passò all'aviazione civile divenendo capo pilota della Compagnie Franco-Roumaine de Navigation Aérienne (CFRNA), volando sui Salmson 2A2 di provenienza militare. Inaugurò la linea Parigi-Strasburgo il 20 settembre 1920, che prolungò sino a Praga  il 7 ottobre dello stesso anno Accompagnato dal direttore generale della CFRNA, Ltt. Pierre Claret de Fleurieu, copri la distanza Parigi-Praga in 4 ore e 55 minuti. Arrivati a Praga i due proseguirono per Varsavia. Nel 1921 partecipò al Grand Prix de l'Aéroclub de France de 1921 ai comandi di un Potez IX S dotato di motore Lorraine de 370 HP, facendo coppia con Gustave Douchy, un vecchio pilota della Escadrille SPA 38. Ai comandi di uno SPAD 46, volò per 507 km da Bucarest a Istanbul in 3 ore con cinque passeggeri a bordo. Perse la vita sul campo d'aviazione di Villacoublay collaudando il prototipo del caccia monoplano Marcay SAECA Type 4 C1 il 29 maggio 1923. Il suo corpo fu portato all'ospedale militare di Versailles e poi presso la cappella dell'ospedale militare Val-de-Grâce, dove i furono celebrati i funerale venerdì 1 giugno alle 11:00. La salma del comandante Albert Deullin riposa presso il cimitero di Épernay.

### Annotazioni
1. ↑  Il reparto faceva parte della Escadre de Combat 1, che dal 15 maggio 1917 era inquadrata nella Division Aérienne (DAé) del generale Marie Charles Duval.
2. 13 citazioni all'ordine dell'esercito e una all'ordine di corpo d'armata.
3. ↑  13 citazioni all'ordine dell'esercito e una all'ordine di corpo d'armata.

### Fonti
1. 1 2 3  Dunant-Lacroix 2023, p. 14.
2. ↑  Albin Denis.
3. 1 2 3 4 5 6 7 8 9 10 11 12 13 14 15 16 17 18  AS14-18.
4. 1 2 3 4 5 6 7  Dunant-Lacroix 2023, p. 15.
5. 1 2 3 4  Dunant-Lacroix 2023, p. 16.
6. 1 2 3  Dunant-Lacroix 2023, p. 17.